# Гранд Вју Естејтс (Колорадо)
Гранд Вју Естејтс (енгл. Grand View Estates) насељено је место без административног статуса у америчкој савезној држави Колорадо.

## Демографија
По попису из 2010. године број становника је 528, што је 163 (-23,6%) становника мање него 2000. године.
| Група             | 2000.       | 2010.       |
| Белци             | 642 (92,9%) | 439 (83,1%) |
| Афроамериканци    | 7 (1,0%)    | 5 (0,9%)    |
| Азијати           | 4 (0,6%)    | 20 (3,8%)   |
| Хиспаноамериканци | 21 (3,0%)   | 50 (9,5%)   |
| Укупно            | 691         | 528         |